# Communauté de communes Terrassonnais Haut Périgord Noir
Die Communauté de communes Terrassonnais Haut Périgord Noir ist ein französischer Gemeindeverband mit der Rechtsform einer Communauté de communes im Département Dordogne in der Region Nouvelle-Aquitaine. Sie wurde am 1. Januar 2014 gegründet und umfasst 37 Gemeinden. Der Verwaltungssitz befindet sich im Ort Terrasson-Lavilledieu.

## Historische Entwicklung
Mit Wirkung vom 1. Januar 2019 wurden die bis dahin selbstständigen Gemeinden Coly und Saint-Amand-de-Coly zur Commune nouvelle Coly-Saint-Amand zusammengelegt. Dadurch verringerte sich die Anzahl der Mitgliedsgemeinden von 38 auf 37 und die Fläche von 576,74 km² auf 568,73 km².
Der Erlass des Präfekten vom 29. Oktober 2021 legte die Umbenennung des Gemeindeverbands von vormals Communauté de communes du Terrassonnais en Périgord Noir Thenon Hautefort zum aktuellen Namen fest.

## Mitgliedsgemeinden
| Gemeinde                                                | Einwohner 1. Januar 2022 | Fläche km² | Dichte Einw./km² | Code INSEE | Postleitzahl |
| ------------------------------------------------------- | ------------------------ | ---------- | ---------------- | ---------- | ------------ |
| Ajat                                                    | 300                      | 21,95      | 14               | 24004      | 24210        |
| Auriac-du-Périgord                                      | 400                      | 18,63      | 21               | 24018      | 24290        |
| Azerat                                                  | 449                      | 20,05      | 22               | 24019      | 24210        |
| Badefols-d’Ans                                          | 410                      | 18,34      | 22               | 24021      | 24390        |
| Bars                                                    | 243                      | 22,58      | 11               | 24025      | 24210        |
| Beauregard-de-Terrasson                                 | 706                      | 7,97       | 89               | 24030      | 24120        |
| Boisseuilh                                              | 110                      | 11,90      | 9                | 24046      | 24390        |
| Châtres                                                 | 181                      | 12,20      | 15               | 24116      | 24120        |
| Chourgnac                                               | 69                       | 6,96       | 10               | 24121      | 24640        |
| Condat-sur-Vézère                                       | 865                      | 16,64      | 52               | 24130      | 24570        |
| Coubjours                                               | 108                      | 9,55       | 11               | 24136      | 24390        |
| Fossemagne                                              | 553                      | 21,88      | 25               | 24188      | 24210        |
| Gabillou                                                | 97                       | 7,91       | 12               | 24192      | 24210        |
| Granges-d’Ans                                           | 148                      | 11,81      | 13               | 24202      | 24390        |
| Hautefort                                               | 814                      | 25,68      | 32               | 24210      | 24390        |
| La Bachellerie                                          | 895                      | 17,34      | 52               | 24020      | 24210        |
| La Cassagne                                             | 151                      | 14,85      | 10               | 24085      | 24120        |
| La Chapelle-Saint-Jean                                  | 84                       | 3,70       | 23               | 24113      | 24390        |
| La Dornac                                               | 404                      | 15,86      | 25               | 24153      | 24120        |
| La Feuillade                                            | 797                      | 3,97       | 201              | 24179      | 24120        |
| Le Lardin-Saint-Lazare                                  | 1.666                    | 10,85      | 154              | 24229      | 24570        |
| Les Coteaux Périgourdins                                | 551                      | 19,47      | 28               | 24117      | 24120        |
| Limeyrat                                                | 430                      | 19,72      | 22               | 24241      | 24210        |
| Montagnac-d’Auberoche                                   | 137                      | 10,02      | 14               | 24284      | 24210        |
| Nailhac                                                 | 292                      | 19,35      | 15               | 24302      | 24390        |
| Pazayac                                                 | 803                      | 6,84       | 117              | 24321      | 24120        |
| Peyrignac                                               | 594                      | 6,30       | 94               | 24324      | 24210        |
| Saint-Rabier                                            | 560                      | 15,87      | 35               | 24491      | 24210        |
| Sainte-Eulalie-d’Ans                                    | 296                      | 11,83      | 25               | 24401      | 24640        |
| Sainte-Orse                                             | 349                      | 23,54      | 15               | 24473      | 24210        |
| Sainte-Trie                                             | 113                      | 10,91      | 10               | 24507      | 24160        |
| Teillots                                                | 99                       | 10,02      | 10               | 24545      | 24390        |
| Temple-Laguyon                                          | 35                       | 2,94       | 12               | 24546      | 24390        |
| Terrasson-Lavilledieu                                   | 6.262                    | 39,34      | 159              | 24547      | 24120        |
| Thenon                                                  | 1.267                    | 25,92      | 49               | 24550      | 24210        |
| Tourtoirac                                              | 638                      | 25,43      | 25               | 24555      | 24390        |
| Villac                                                  | 285                      | 20,61      | 14               | 24580      | 24120        |
| Communauté de communes Terrassonnais Haut Périgord Noir | 22.161                   | 568,73     | 39               | –          | –            |